# Bedřich Janáček
Bedřich Janáček (* 18. Mai 1920 in Prag; † 3. Juni 2007 in Lund) war ein tschechischer Organist, Komponist und Musikpädagoge.
Janáček begann 1939 eine Ausbildung am Prager Konservatorium. 1940 studierte er einige Zeit in Zagreb und wurde nach seiner Rückkehr nach Prag am dortigen Konservatorium ein Schüler von Bedřich Antonín Wiedermann. Ab 1942 unterrichtete er selber am Konservatorium. Nach dem Ende des Zweiten Weltkrieges wirkte er bis 1946 als Lehrer an der Prager Städtischen Musikschule und absolvierte gleichzeitig eine erweiterte Ausbildung an der Staatlichen Musikhochschule. Bis zu seiner Übersiedelung nach Schweden 1948 arbeitete er als Orgellehrer und unterrichtete u. a. den Organisten Karel Hron.
Nachdem er 1938 als Organist in Prag debütiert hatte, gab Janáček bis 1948 mehr als siebzig Konzerte in der Tschechoslowakei. Nach dem Februarumsturz in der Tschechoslowakei und seiner Emigration nach Schweden trat er in Konzertsälen in Skandinavien, in Deutschland, der Schweiz, Frankreich, Holland, Belgien, England, Irland und Italien auf und unternahm zwei Konzertreisen durch die USA (1968 und 1970). Neben Werken tschechischer Meister gehörte zu seinem Repertoire auch die bedeutende internationale Orgelliteratur. Er spielte Orgelkonzerte mit Gennadi Roschdestwenski und Rafael Kubelík und schrieb eine Orgelversion von Leoš Janáčeks Glagolitische Messe. Von 1965 bis 1985 war er Organist an der Kathedrale von Lund. In der Emigration wurde Janáček auch als Komponist aktiv. Er komponierte neben einigen kirchenmusikalischen Werken überwiegend Orgelmusik, außerdem veröffentlichte er Erinnerungen an seinen Lehrer Wiedermann.

## Werke
- Orgelmusik
  - Dvě chorálové předehry, 1958
  - Malá partita a ricercar, 1959
  - Tři pašijové chorální předehry, 1960, 1962, 1963
  - Fuga meditativa (na pašijový chorál), 1962
  - Dvě chorální předehry, 1963
  - Tři chorálové předehry, 1974
  - Dvacet pět chorálních předeher pro varhany manualiter, 1975
  - Pět chorálních předeher, 1979
  - Marcia festiva alla Guilmant, 1985
  - Intrada, 1987
  - Tři preludia a fugy na chorály 1987
  - Solemn Procession, 1991
  - Dvacet sedm chorálních předeher, 1990
  - Dvě preludia a fugy na chorály 1993, 1995
  - Dvacet sedm chorálních předeher, 1994
  - Dvacet sedm chotálních předeher, 1996
  - Deset fug na chorální motivy, 1996
  - Pět fug a fantasie na chorální motivy Oskara Lindberga, 1997
  - Čtyřicet chorálních předeher pro varhany manualiter, 1997
  - Osmnáct preludií Sub communione, 1997
  - Aria a elegie, 1997
  - Třicet pět varhanních chorálů ve formě fugy, 1999
  - Five Pieces for Organ, 1999
  - Čtyři postní chorální předehry, 2000
  - Introdukce, passacaglia a fuga na švédský chorál „En dunkel örtagård jag vet“, 2001
  - Suite pasquale „Erschienen ist der herrlich Tag“, 2001
  - Preludium a fuga in memoriam Bengt Andreas, 2001
  - Festmusik, 2001
  - In memoriam, 2001
  - Toccata fis moll, 2002
  - Variace na „Veni creator“, 2002
  - Suita pro varhany manualiter, 2002
  - Preludio elegaco e Fuga concertante, 2002
  - Preludium a fuga e moll, 2002
  - Preludio marziale, 2005
- Andere Werke 
  - Kantáta k posvěcení varhan (Text: Hilmer Wentz), 1961
  - Dvě skladby pro smíšený sbor (Text: Yngve Ahlberg), 1963
  - Kantáta Om Herren icke bygger huset, 1968
  - Slavnostní ouvertura, 1983
  - Processional pro pět žesťů a varhany, 1984
  - Deset parafrází na norské chorály, 1988
  - Dvě skladby pro smíšený sbor a varhany, 1994
  - Fantasie na Svatováclavský chorál, 1999